# La Manza
La Manza är en ort i Mexiko.   Den ligger i kommunen Huaniqueo och delstaten Michoacán de Ocampo, i den centrala delen av landet, 260 km väster om huvudstaden Mexico City. La Manza ligger 2 035 meter över havet och antalet invånare är 354.
Terrängen runt La Manza är platt söderut, men norrut är den kuperad. Runt La Manza är det ganska tätbefolkat, med 58 invånare per kvadratkilometer. Närmaste större samhälle är Puruándiro, 19,7 km norr om La Manza. I omgivningarna runt La Manza växer huvudsakligen savannskog.